# Cyanophrys banoensis
Cyanophrys banoensis är en fjärilsart som beskrevs av Clench 1944. Cyanophrys banoensis ingår i släktet Cyanophrys och familjen juvelvingar. Inga underarter finns listade i Catalogue of Life.